# Irán en los Juegos Olímpicos de la Juventud 2018
Irán participó en los Juegos Olímpicos de la Juventud 2018 en Buenos Aires, Argentina, celebrados entre el 6 y el 18 de octubre de 2018. La delegación estuvo conformada por 49 atletas en 18 deportes. Obtuvo siete medallas doradas, tres de plata y cuatro de bronce.

## Medallero
| Medalla           | Nombre                    | Deporte                | Evento                       |
| ----------------- | ------------------------- | ---------------------- | ---------------------------- |
| Medalla de oro    | Navid Mohammadi           | Karate                 | +68 kg masculino             |
| Medalla de oro    | Yalda Valinejad           | Taekwondo              | 63 kg femenino               |
| Medalla de oro    | Ali Eshkevarian           | Taekwondo              | 73 kg masculino              |
| Medalla de oro    | Mohammad Ali Khosravi     | Taekwondo              | +73 kg masculino             |
| Medalla de oro    | Alireza Yousefi           | Levantamiento de pesas | +85 kg masculino             |
| Medalla de oro    | Amir Reza Dehbozorgi      | Lucha                  | 45 kg grecorromana masculino |
| Medalla de oro    | Mohammad Nosrati          | Lucha                  | 92 kg grecorromana masculino |
| Medalla de plata  | Kimia Hemmati             | Taekwondo              | +63 kg femenino              |
| Medalla de plata  | Mohammad Karimi           | Lucha                  | 65 kg libre masculino        |
| Medalla de plata  | Amir Hossein Zare         | Lucha                  | 110 kg libre masculino       |
| Medalla de bronce | Reza Bohloulzadeh         | Gimnasia               | Individual masculino         |
| Medalla de bronce | Fatemeh Khonakdartarsi    | Karate                 | 53 kg femenino               |
| Medalla de bronce | Mobina Heydariozomcheloei | Karate                 | 59 kg femenino               |
| Medalla de bronce | Negin Altooni             | Karate                 | +59 kg masculino             |

### General
| Medalla | Oro | Plata | Bronce | Total |
| ------- | --- | ----- | ------ | ----- |
| Total   | 7   | 3     | 4      | 14    |

## Competidores
| Deporte                | Masculino | Femenino | Total |
| ---------------------- | --------- | -------- | ----- |
| Tiro con arco          | 1         | 1        | 2     |
| Atletismo              | 3         | 0        | 3     |
| Baloncesto             | 0         | 4        | 4     |
| Boxeo                  | 1         | 0        | 1     |
| Canotaje               | 1         | 1        | 2     |
| Ecuestre               | 1         | 0        | 1     |
| Esgrima                | 1         | 0        | 1     |
| Futsal                 | 10        | 0        | 10    |
| Gimnasia               | 1         | 0        | 1     |
| Judo                   | 1         | 1        | 2     |
| Karate                 | 2         | 3        | 5     |
| Remo                   | 0         | 1        | 1     |
| Tiro deportivo         | 2         | 0        | 2     |
| Natación               | 1         | 0        | 1     |
| Tenis de mesa          | 1         | 0        | 1     |
| Taekwondo              | 3         | 3        | 6     |
| Levantamiento de pesas | 2         | 0        | 2     |
| Lucha                  | 4         | 0        | 4     |
| Total                  | 35        | 14       | 49    |